# Marchena
Marchena er en by og kommune i det sydlige Spanien i provinsen Sevilla. Den har et indbyggertal på 19.382 (2024) indbyggere.